# Tower of Song
Tower of Song es un álbum en homenaje a Leonard Cohen, grabado por varias estrellas del pop, y lanzado en 1995.
El título del disco hace referencia a una canción de Cohen recogida en su álbum I'm Your Man.
El disco fue vapuleado por la crítica, que opinó que el sonido pop descontextualizaba las canciones folk de Leonard Cohen.

## Temas e intérpretes
1. "Everybody Knows" – Don Henley
2. "Coming Back to You" – Trisha Yearwood
3. "Sisters of Mercy" – Sting con The Chieftains
4. "Hallelujah" – Bono
5. "Famous Blue Raincoat" – Tori Amos
6. "Ain't No Cure For Love" – Aaron Neville
7. "I'm Your Man" – Elton John
8. "Bird on the wire" – Willie Nelson
9. "Suzanne" – Peter Gabriel
10. "Light as the Breeze" – Billy Joel
11. "If It Be Your Will" – Jann Arden
12. "Story of Isaac" – Suzanne Vega
13. "Coming Back to You" – Martin Gore